# Шмідт Володимир Петрович
Володимир Петрович Шмідт (27 лютого 1827, Миколаїв, Російська імперія (сучасна Україна) — 25 лютого 1909, Ревель, Російська імперія (сучасна Естонія)) — російський адмірал українсько-німецького походження, учасник Кримської війни, герой оборони Севастополя, учасник Російсько-турецької війни (1877—1878), старший флагман Балтійського флоту.

## Походження
З дворян Херсонській губернії, православний (хрещений у Купецької Різдва-Богородицької церкви 12 березня 1828). Батько, Петро Петрович Шмідт 1-й, капітан 1-го рангу, син Петра Миколайовича Шмідта (1764—1843), який служив у Миколаївському адміралтействі, нащадок корабельного майстра Антона Шмідта, який у XVII столітті був серед тих, кого Петро I виписав із Франкфурта-на-Майні (Німеччина).
Рідний брат контр-адмірала Петра Петровича Шмідта 2-го, батька лейтенанта Петра Шмідта (3-го) і його зведеного брата Володимира, капітана 1-го рангу. Прадід відомого російського церковного композитора і регента протоієрея Михайла Фортунато.

## Освіта
Закінчив школу флотських юнкерів у Миколаєві.

## Кар'єра
16 листопада 1841 вступив гардемарином на Чорноморський флот. В 1843 плавав на кораблі «Дванадцять апостолів» під командою капітана Корнілова. 1 лютого 1844 отримав звання юнкера флоту, з 15 квітня 1845 — мічмана з призначенням в 1-й навчальний флотський екіпаж в Кронштадті.
У 1845—1848 плавав у Балтійському морі офіцером на фрегаті «Успіх» (1845—1846), кораблі «Кацбах» (1847), транспорті «Тверца» (1848).
9 березня 1849 переведений на Чорне Море. Вахтовий офіцер у крейсерстві біля східного узбережжя Чорного моря. Плавав на фрегаті «Флора», «Коверн», бригу «Персей», кораблі «Силистрия», фрегаті «Кулевчи» (1849—1850), пароплаві «Грозний» (1850), брандвахтенном бригу «Ахіллес» (1851).
6 грудня 1851 отримав звання лейтенант флоту. В 1851—1852 на шхуні «Дротик» здійснив перехід Одеса-Константинополь-Грецький Архіпелаг-Одеса.
Під час Кримської війни, в званні лейтенанта флоту, на вітрильному фрегаті «Флора» брав участь у битві з 3 турецькими пароплавами біля мису Піцунда (1853), на цьому ж фрегаті — на Севастопольському рейді (1854).
У 1854 командуючи кораблем «Ростислав» і бомбардував з рейду облогові роботи союзників; командував морським батальйоном № 36 на Малаховому кургані.
1854—1855 рр. — помічник командира бастіону № 5; командир бастіону № 2 (28.03-26.04.1855), командир батареї в Ушаковській (Доковій) балці (26.04-25.05.1855), командир Ростиславського редуту (25.05-26.08.1855). Чотири рази був поранений.
У 1856 служив на Балтійському Флоті, командир гвинтового човна «Домовий», плавав між Петербургом і Кронштадтом. Був переведений в Чорноморську флотилію командиром пароплава «Скромний» на Миколаївському рейді (1856).
1857 року відряджений в Тулон (Франція) для спостереження за будівництвом шхуни «Псезуапе»; командуючи цією шхуною перейшов з Тулона в Миколаїв (1858). У 1858—1862 плавав на цій шхуні по Чорному і Середземному морях.
У 1859 проведений за відзнаку в справах проти кавказьких горців в капітан-лейтенанти Чорноморського Флоту. В 1862—1871 рр. командир Імператорської яхти «Тигр». На яхті «Тигр», відзначився при перевезенні і висадки десанту Кавказької армії біля мису Адлер в загоні контр-адмірала М. Й. Дюгамеля (1864). З 1869 — флігель-ад'ютант, молодший флагман у адмірала Г. І. Бутакова.
У 1866 підвищений до звання капітана 2-го рангу і нагороджений хрестом за службу на Кавказі. З 1869 — флігель-ад'ютант, з 1870 — капітан 1-го рангу з залишенням на посаді флігель-ад'ютанта.
1872—1876 — капітан фрегата «Севастополь», плавав у Фінській затоці і Балтійському морі.
У 1877—1878 — учасник російсько-турецької війни (1877—1878). У 1877 відряджений до Дунайської армії. Командував загоном морських команд у діючій армії. З 1877 за заслуги при переправі через Дунай російських військ у Зімниці проведений в контр-адмірали з призначенням в свиту імператора Олександра Другого.
З 1878 — помічник начальника Морський оборони Фінляндських шхер. В 1879-80 рр. — молодший флагман Балтійського флоту (1.1.1879), начальник 2-го загону міноносок в шхерах Фінської затоки. З 1882 — начальник шхерного загону Балтійського флоту.
З 1883 — командувач Практичної ескадрою Балтійського флоту. Брав участь в експерименті по висадці десанту, проведеному на Балтиці. З 1884 року на посаді старшого флагмана Балтійського флоту.
З 1886 — віце-адмірал із затвердженням на посаді. З 1887 — начальник ескадри Тихого океану. Вступив у командування ескадрою в Нагасакі. Плавав в морях Далекого Сходу, відвідуючи російські, японські та китайські порти.
У 1892 призначений членом Адміралтейства.
У 1898 — повний адмірал і кавалером всіх орденів Росії, сенатор.
За заповітом похований у Севастополі, в усипальниці адміралів у Володимирському соборі.